# Give a Little Love Back to the World
Chansons représentant le Royaume-Uni au Concours Eurovision de la chanson
Why Do I Always Get It Wrong
(1989) A Message to Your Heart
(1991)
Give a Little Love Back to the World est la chanson de la chanteuse britannique Emma qui représente le Royaume-Uni au Concours Eurovision de la chanson 1990 à Zagreb, en Yougoslavie.

## Eurovision 1990
La chanson est présentée en 1990 à la suite d'une sélection interne.
Elle participe directement à la finale du Concours Eurovision de la chanson 1990, le 5 mai 1990, le Royaume-Uni faisant partie du "Big 5".